# Krimtschaken

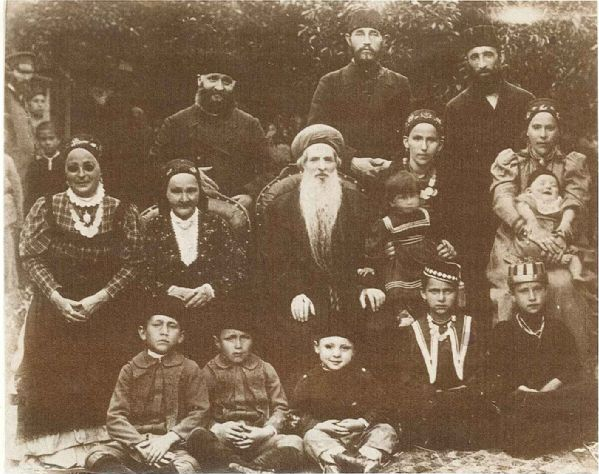
Der krimtschakische Rabbiner Chaim Chesekiahu Medini mit Familie in den 1890er Jahren

Die Krimtschaken (auch als Krim-Juden bezeichnet; krimtschakisch Кърымчах/Qrımçah, Plural: Кърымчахлар/Qrımçahlar) sind eine auf der Krim (Ukraine) ansässige turksprachige Minderheit jüdischen Glaubens, deren Krimtschakische Sprache als fast ausgestorben gilt. Im Gegensatz zu den ebenfalls vorwiegend auf der Krim lebenden Karäern gehören sie traditionell der talmudischen Mehrheitsrichtung der jüdischen Religion, dem rabbinischen Judentum an.

## Sprache und Selbstbezeichnung

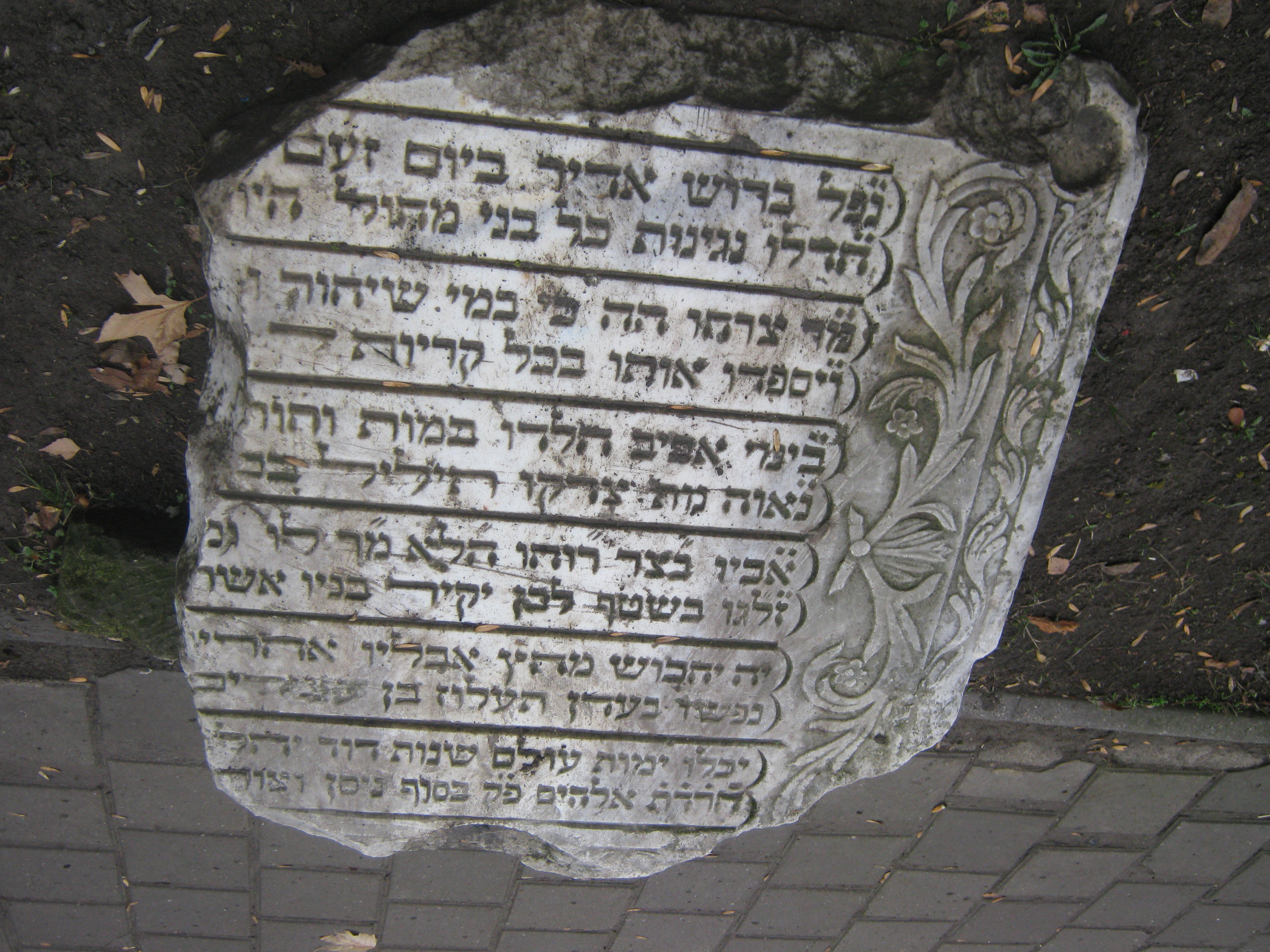
Krimtschakischer Grabstein in Bilohirsk (umgedreht)

Ihre traditionelle Umgangssprache ist das dem Krimtatarischen nahestehende Krimtschakische, das wie alle jüdischen Sprachen zahlreiche hebräische und judäo-aramäische Lehnwörter enthält und traditionell in hebräischer Schrift geschrieben wurde. Viele Sprachwissenschaftler sehen Krimtschakisch heute als jüdischen Ethnolekt des Krimtatarischen, welches bis in die Neuzeit auch Kiptschakisch genannt wurde. Die Selbstbezeichnungen „Krimtschaken“ und „Krimtschakische Sprache“ entstanden erst im 19. Jahrhundert durch eine Kombination aus „Krim“ und „Kiptschakisch“. Vorher wurde die Sprache manchmal „Dschagataisch“ oder „Tschagataisch“ genannt, sollte aber nicht mit der osttürkischen Sprache Tschagataisch verwechselt werden; durch die Ähnlichkeit vieler Turksprachen existierten früher oft ungenau zuordnende Namen. Die Bezeichnung entstand, weil die in Mittelasien etablierte Schriftsprache Tschagataisch bis Anfang 19. Jahrhundert auch die Schrift- und Hochsprache auf der Krim war und ihr Name auch auf die abweichenden gesprochenen Dialekte und Sprachformen übertragen wurde. Nach dem Zweiten Weltkrieg wurde diese veraltete Bezeichnung zeitweilig wiederverwendet, als es mit der vollständigen Deportation aller Krimtataren 1944 und kurz danach aller traditionellen Ethnien mit dem Krimtatarischen nahestehenden Umgangssprachen nach Mittelasien gefährlich wurde, eine dem Krimtatarischen nahestehende Muttersprache anzugeben. Weil viele Überlebende des Holocaust nach dem Zweiten Weltkrieg zur russischen, ukrainischen oder anderen Alltagssprachen übergingen, wird Krimtschakisch heute nur noch von vereinzelten Menschen vollständig beherrscht, schon in der Volkszählung 1970 auf der Krim gaben nur noch 71 Menschen an, nicht Russisch, Ukrainisch oder Jiddisch als Muttersprache zu verwenden (also meistens Krimtschakisch). Die Dichterin und Übersetzerin Wiktorija Baginskaja (1926–2012) warb für die Erhaltung der krimtschakischen Kultur.
Bevor sich im 19. Jahrhundert die Selbstbezeichnung „Krimtschaken“ und der Sprachname „Krimtschakisch“ etablierte, bezeichneten sich die Menschen ethnisch nicht nach ihrer Sprache, sondern nannten sich einfach jehudiler / çufutlar (beides bedeutet „Juden“) oder auch srel balaları / bnei Israel (=Kinder Israels).

## Unterscheidung zu anderen krimjüdischen Gruppen

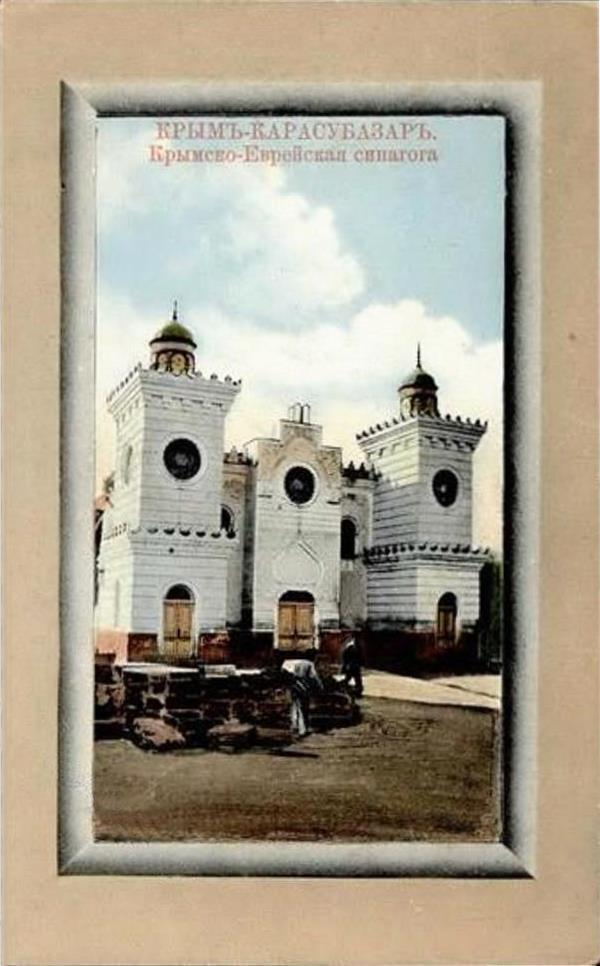
Die Synagoge von Bilohirsk (damals Karasubasar), beschrieben als „Krim-jüdische Synagoge“, unter deutscher NS-Besatzung im Zweiten Weltkrieg zerstört.

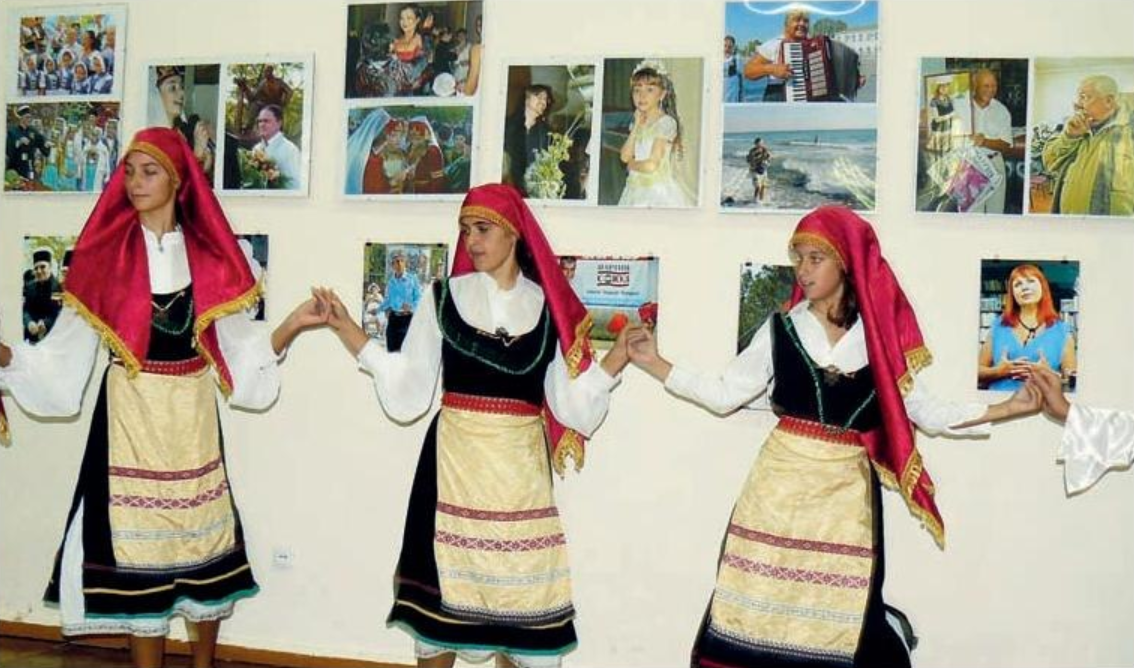
Volkstanz auf dem krimtschakischen Kulturfestival 2012 in Jewpatorija

Die Krimtschaken sind nicht mit den ebenfalls jüdischen und turksprachigen Karaimen (Karäer) zu verwechseln. Karäer sind Angehörige einer Oppositionsbewegung im Judentum, die die Auslegung der jüdischen Gebote mit dem Talmud ablehnt. Im Mittelalter existierten sie im gesamten orientalischen Judentum, seit dem 16. Jahrhundert aber fast nur noch auf der Krim, wo sie ebenfalls eine dem Krimtatarischen nahestehende Umgangssprache Karaimisch verwenden, die auch einige von der Krim nach Osteuropa ausgewanderten Karaimen weiter sprechen. Von den talmudisch-rabbinischen Krimtschaken unterscheiden sie sich durch ihre andere Auslegung der Gebote und Bräuche und sind in komplett anderen, sich traditionell deutlich abgrenzenden Gemeinden organisiert.
Von anderen ethnischen jüdischen Gruppen, die ebenfalls der talmudisch-rabbinischen Richtung angehören, unterscheiden sich die Krimtschaken durch ihre krimtschakische Umgangssprache und einige kulturelle Traditionsunterschiede, beispielsweise traditionelle Gerichte an jüdischen Festtagen oder Detailunterschiede in der praktischen Befolgung der jüdischen Speisegesetze, weshalb sie oft in getrennten Gemeinden mit eigenen Gebetshäusern (Synagogen) organisiert sind. Es gab auch einen eigenen „Krim-Ritus“ (10. Jahrhundert) der Gottesdienste, im 16./17. Jahrhundert ergänzt um festgeschriebenes Brauchtum (minhag), genannt minhag Kaffa nach der Stadt Kaffa, die inzwischen fast nicht mehr praktiziert werden. Die Unterscheidung existierte auch auf der Krim, die im Russischen Reich zum jüdischen Ansiedlungsrayon gehörte, weshalb sich im 18. und 19. Jahrhundert noch mehr Aschkenasim (ursprünglich jiddischsprachige Juden), teilweise als bäuerliche Siedler in der inzwischen bewässerten nördlichen „Steppenkrim“, niederließen und eigene Gemeinden gründeten. Die verschiedenen Gemeinden des rabbinischen Judentums erkennen sich aber gegenseitig als legitime Formen des Judentums an. Zwischen dem rabbinischen und karäischen Judentum bestand diese gegenseitige Anerkennung traditionell nicht. Karäische Gebetshäuser werden als Kenessa bezeichnet.
Die alltagskulturellen Traditionen der Krimtschaken (wie auch der Krimkaraimen), beispielsweise Volksmusik, Tänze, Trachten usw., ähneln durch das jahrhundertelange Zusammenleben denen der muslimischen Krimtataren und anderer alteingesessener Ethnien, die oft ebenfalls krimtatarische Ethnolekte sprechen (Krimarmenier, Krimgriechen). Die aschkenasische Folklore wurde dagegen eher in Mittel- und Osteuropa geprägt.

## Bevölkerungszahl und Siedlungsgebiet
Unter den jüdischen ethnischen Gruppen sind die Krimtschaken eine kleinere Gruppierung. Zum Zeitpunkt ihrer größten Bevölkerungszahl vor dem Zweiten Weltkrieg gab es in der sowjetischen Volkszählung 1939 weltweit über 8000 Krimtschaken (nach einigen Angaben auch 9500–10.000), davon über 6500 auf der Krim, unter 1000 in anderen sowjetischen Gebieten, vorwiegend den Städten der Zentralukraine, und einige hundert im Ausland, meist in Palästina und den USA. Die größten Gemeinden waren in Karasubasar (Bilohirsk), Simferopol, Kertsch, Feodossija, Jewpatorija und Sewastopol. Es gab auf der Krim eine ähnlich große Anzahl Karäer und inzwischen deutlich mehr Aschkenasim (vgl. nebenstehende Karten mit Prozentanteilen der Bevölkerung in den Städten und Kreisen der Krim nach der Volkszählung 1926).
Auch für die Krimtschaken brachte die deutsche Besatzungszeit im Zweiten Weltkrieg die Katastrophe des Holocaust. Über 6000 Krimtschaken (70–80 % ihrer Gesamtzahl), davon fast 6000 auf der Krim selbst, wurden Ende 1941 / Anfang 1942 von der Einsatzgruppe D der Sicherheitspolizei und des SD und beteiligten Wehrmacht-Einheiten ermordet. Wichtige Tatorte des Völkermordes waren das Simferopol-Massaker und das Massaker von Feodossija. Nur etwa 700–750 gelang es auf der Krim, teilweise durch Flucht über Kertsch in Richtung Noworossijsk, den Völkermord zu überleben, über 1000 weitere als Frontsoldaten oder in anderen Gebieten. Die Krimtschaken gelten seither als gefährdete Gemeinschaft und in der Autonomen Republik Krim wurde 2004 der 11. Dezember, der Jahrestag des Simferopol-Massakers, zum Gedenktag für die ermordeten jüdischen Nachbarn aller drei Gemeinschaften erklärt.
Ein kleinerer Teil der Überlebenden geriet im Mai/Juni 1944 in die ethnischen Strafdeportationen aller Krimtataren, Krimarmenier, Krimgriechen, Krimbulgaren und Krimitaliener wegen angeblicher Kollaboration mit den Deutschen. Zwar wurden die Krimtschaken und Karäer in den Deportationsdekreten nicht erwähnt, aber weil sie dieselbe Umgangssprache verwendeten, oder aufgrund familiärer Verbindungen wurden einige vom NKWD nach Mittelasien deportiert, 1989 lebten in der Usbekischen SSR 173 Krimtschaken, in der benachbarten Kasachischen und Kirgisischen etwa noch einmal so viele, zumeist deportiert.
Die Volkszählung 1959 ermittelte in der gesamten Sowjetunion noch 2000 Krimtschaken, durch Einwanderung nach Israel waren es 1989 noch 1448, davon etwa 1000 auf der Krim. Nach der Volkszählung in der Ukraine 2002 lebten damals nur noch 204 Krimtschaken auf der Krim, ca. 200 in der übrigen Ukraine, ca. 200 leben in Russland, meistens an der russischen Schwarzmeerküste, aus Abchasien, wo 1926 noch 152 Krimtschaken gezählt wurden, sind die meisten im Krieg in Abchasien 1992–1993 emigriert. In Israel leben nach unbestätigten Schätzungen etwa 600–700, eine krimtschakische Synagoge gibt es in Tel Aviv, einige hundert auch in den USA, vorwiegend in Brooklyn / New York, wo eine krimtschakische Synagoge in der Saratoga Avenue existiert, wenige hundert in anderen Ländern.

## Herkunft
Die Annahme einer möglichen Herkunft der Krimtschaken von den Chasaren des Mittelalters wird von der Mehrheit der Forscher nicht geteilt. Bevorzugt wird die Annahme, dass die Krimtschaken Nachkommen von zum Judentum konvertierten Krimtataren oder auch sprachlich tatarisierte Juden sind, die entweder schon vor der Zeit des tatarischen Krimkhanats auf der Krim lebten, oder in dieser Zeit einwanderten, aber die tatarische Umgangssprache übernahmen. Die Formation einer jüdischen Gemeinschaft mit jüdisch-kiptschakischer/ -krimtatarischer Umgangssprache kann erst seit dem Spätmittelalter, besonders im Krimkhanat erfolgt sein, denn zuvor waren Italienisch und Griechisch dominierende Sprachen der südlichen Halbinsel. Vermutlich haben auch genuesisch-italienische Elemente in ihrer Geschichte eine Rolle gespielt. Ein Teil der krimtschakischen Familiennamen ist italienischer und spanischer Herkunft (Abraben, Piastro, Lombrozo, Trevgoda), türkisch-/ orientalischer Herkunft (Mizrachi, Stamboli, Izmirli, Tokatly, Bakschi, z. B. Ralph Bakshi), osteuropäisch-aschkenasischer Herkunft (Berman, Gutman, Aschkenazi, Warschawski, Lechno, Gotha, Weinberg) oder georgischer Herkunft (Gurdschi=„Georgier“ und einige georgische Familiennamen auf -schwili). Historische Quellen überliefern daneben, dass es im 15.–16. Jahrhundert eine Einwanderung georgischer Juden gab, die vor der zunehmend drückenden Leibeigenschaft in den georgischen Fürstentümern flüchteten. Das widerspricht älteren Hypothesen einer ausschließlichen Herkunft von turksprachigen Konvertiten.

## Geschichte

### Bosporanische Periode

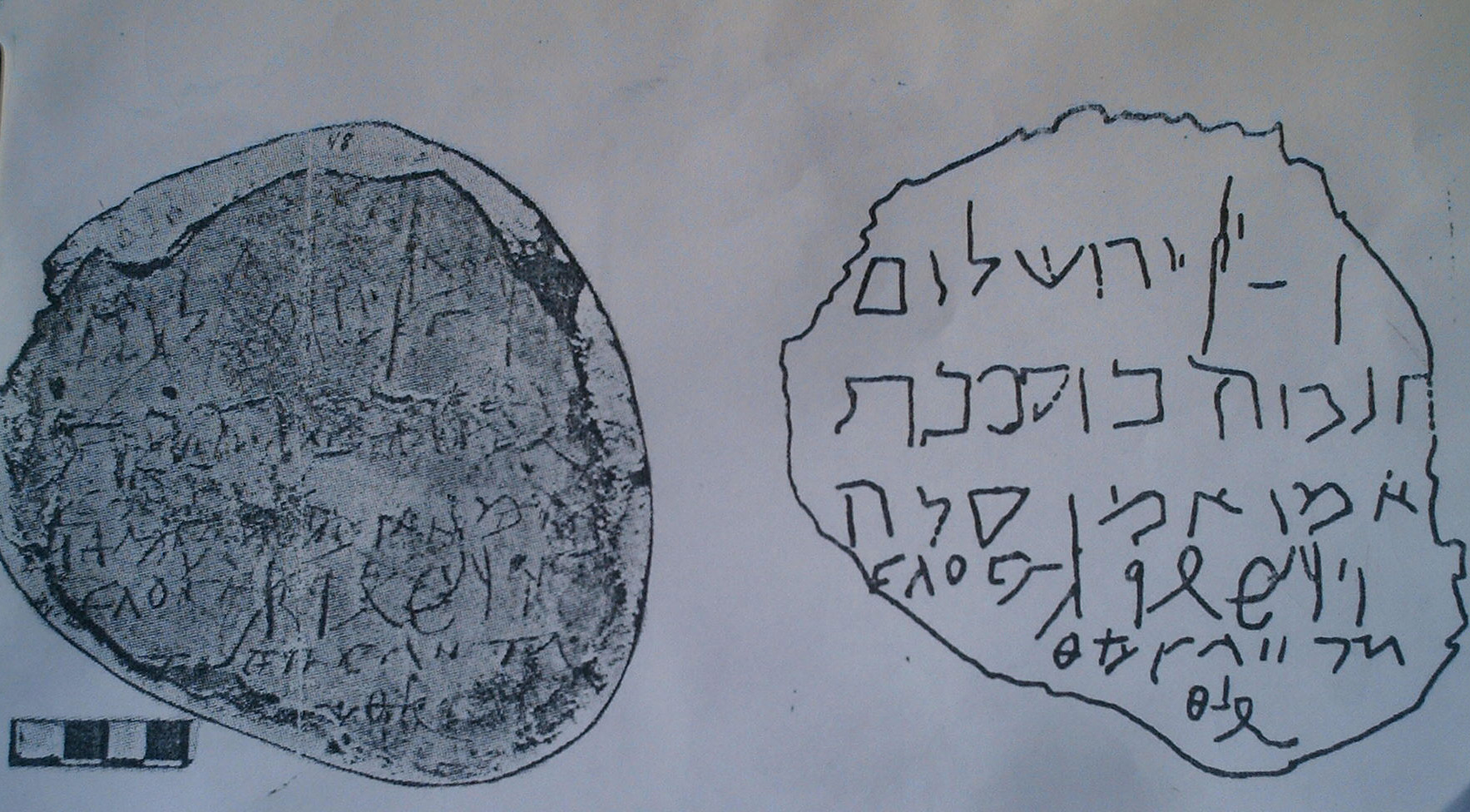
Fragment einer hebräischen Inschrift in Chersones

Erste Beweise der Anwesenheit einer jüdischen Minderheit in den griechischen Städten des Bosporanischen Reiches sind Grabsteine und Freilassungsurkunden für Sklaven durch jüdische Besitzer aus dem ersten nachchristlichen Jahrhundert, besonders in den Städten der südöstlichen Krim und der Taman-Halbinsel, womöglich siedelte sie sich eher an. Dabei ist mehrfach belegt, dass diese Freigelassenen und auch Konversionswillige, die die Synagogen aufsuchten, zur jüdischen Religion konvertierten und in die Gemeinden aufgenommen wurden. Diese sogenannte „Proselytenbewegung“ spielte nicht nur auf der Krim, sondern in der gesamten antiken und frühmittelalterlichen jüdischen Geschichte eine wichtige Rolle für die Formierung der Diaspora-Gemeinschaften. Inschriften und Grabinschriften jüdischer Bewohner weisen darauf hin, dass sie offenbar zu allen städtischen Schichten – Militärs, Beamten, Handwerkern und Händlern – gehörten und stärker hellenisierte mit weniger hellenisierten Gruppen verschmolzen.
Historische Quellen erwähnen die Minderheit erstmals im Zusammenhang eines Aufstandes nichtchristlicher Bevölkerungsgruppen um 300 in der Stadt Chersonesos gegen die gewaltsame Christianisierung und der Kirchenvater Hieronymus beschreibt die regionalen Juden im 4.–5. Jahrhundert, wobei er ihre Herkunftslegende wiedergibt, sie seien Nachkommen von Verschleppten des Babylonischen Exils und gefangener Krieger des Bar-Kochba-Aufstandes.
Mit den Invasionen der Hunnen, Alanen und Goten auf der Krim vermischten sich einige Sitten der jüdischen und nichtjüdischen Bevölkerung, wie die Form der Grabinschriften, aber auch nach Eroberung der (südlichen) Reste des Bosporanischen Reiches durch das Byzantinische Reich ist jüdische Anwesenheit durch Theophanes und Inschriften auf der Taman-Halbinsel im 7.–8. Jahrhundert belegt.

### Chasarische Periode
Mitte des 7. Jahrhunderts eroberten turksprachige Chasaren nördliche Teile der Krim bis in die Siedlungsgebiete der Krimgoten im nördlichen Krimgebirge und Mitte des 8. Jahrhunderts bildete sich eine stabile Grenze zu den südlichen byzantinischen Besitzungen. Möglicherweise spielten die Krimjuden eine wichtige Rolle bei der bekannten Konversion von Teilen der chasarischen Oberschicht und vielleicht von Teilen der chasarischen Bevölkerung zur jüdischen Religion. Nach archäologisch erforschten Kontinuitäten in den Bergstädten des Krimgebirges konvertierten damals offensichtlich auch Krimgoten zur jüdischen Religion.
Die krimjüdische Bevölkerung nahm auch durch Fluchtwellen vor Verfolgungen im Byzantinischen Reich (848, 873–874, 932–39, 943) zu. Aus dem 10.–11. Jahrhundert sind die ersten religiösen Hymnen der Krimjuden bekannt. Quellen dieser Zeit (Hamadani, Chisdai ibn Schaprut) berichten von jüdischen Gemeinden in vielen Städten der Krim und der Taman-Halbinsel, von denen Samkarsch (später Tmutarakan), Mangup, Sudak sogar jüdische Mehrheiten hatten, die südöstliche Küste wurde seit einem Krieg gegen Byzanz ab 941 von Chasaren beherrscht. Mit dem Untergang des Chasarenreiches ab 965 fiel die Südküste vollständig an Byzanz zurück und trotz einer Vertreibung aus Cherson blieben viele Juden auf der südlichen Krim, die allmählich in die griechischsprachige jüdische Gruppe der Romanioten aufgingen.
Ein Teil der jüdisch konvertierten Chasaren ging möglicherweise in der damals schon großen krimjüdischen Gemeinschaft auf, aber das ist schwer zu beweisen. Der deutsch-jüdische Reisende Petachja aus Regensburg überliefert im 12. Jahrhundert erstmals, dass auf der Krim, womöglich seit längerer Zeit, große rabbinische und karäische Gemeinden nebeneinander existierten. Ältere Hypothesen, die die Krimkaraimen mit den Chasaren in Verbindung bringen wollten, die Krimtschaken nicht, sind aber so nicht haltbar, denn es existierten in vielen orientalisch-jüdischen Gemeinschaften der Zeit und unter Chasaren karäische und rabbinische Strömungen nebeneinander.

### Tatarische Periode

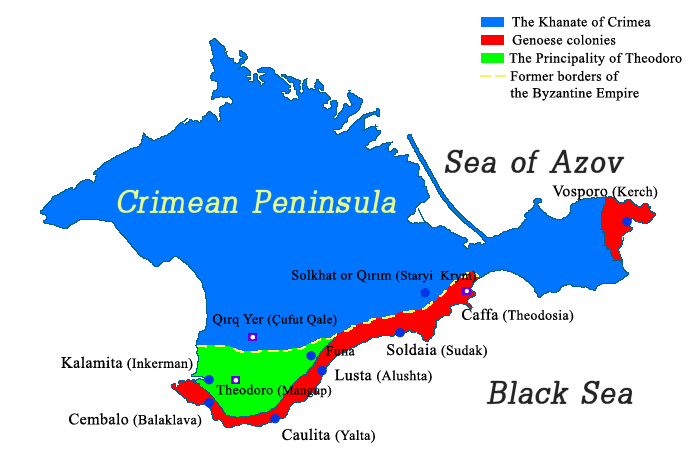
Die Krim in der Mitte des 15. Jahrhunderts
Fürstentum Theodoro
Genueser Kolonien
Khanat der Krim

Ab 1239 gehörte die nördliche Steppenkrim zur tatarischen Goldenen Horde, im Süden fielen viele Seehandelsstädte an die Genuesen, im Südwesten entstand das unabhängige christlich-orthodoxe Fürstentum Theodoro, die beiden letzten existierten bis 1475. Die Handelsstädte im Süden zogen damals viele italienische und europäische, christliche und jüdische, aber auch orientalisch-jüdische Kaufleute an. Die Gemeinden waren in der Zeit relativ wohlhabend, weil die Krim eine Drehscheibe des Fernhandels von Ost- und Südeuropa zum Nahen Osten, Mittelasien, Indien und China (Netz der Seidenstraße) wurde, die größten Gemeinden befanden sich im tatarisch beherrschten Staryj Krym (damals Solhat, meistens Krimtschaken, die später nach Karasubasar zogen), in Çufut Qale und Mangup Qale, damals Theodoro, (meistens Karäer) und in der genuesischen Handelsstadt Sudak (beide Strömungen). Dem Wohlstand entsprachen erste bekannte religiös-literarische Werke, wie ein Tora-Kommentar des Rabbiners Abraham Qirimi aus Qirim / Staryj Krym (1358), den er auf Anregung des Karäers Chisikjahu ben Elchanan verfasste, was dafür spricht, dass die Beziehungen zwischen rabbinischen und karäischen Juden damals gut waren. Spätmittelalterliche Spannungen zwischen den Religionsgemeinschaften konnten die Genueser Behörden mit einer Charta 1449 unterbinden, die allen Religionsgemeinschaften die Freiheit der Religion und Sicherheit ihres Eigentums und Schutz vor Zwangskonversionen garantierte.
Nach der Eroberung Theodoros durch das 1449 entstandene Krimkhanat und der genuesischen Handelsstädte im Süden durch die Osmanen sind besonders in der Blütezeit Ende 15. Jahrhundert Juden in hohen politischen Positionen bekannt, wie die langjährigen Gesandten des Krimkhanats in Moskau, Hosia Kokos und Fürst Zacharia von Taman. Eigentum und Sicherheit der Gemeinden und Kaufleute wurden durch überlieferte Schutzbriefe (yarlık) des Krimkhans garantiert. In dieser Zeit näherten sich die jüdischen und christlichen Krimbevölkerungen den muslimischen Krimtataren kulturell und sprachlich an. Seit dem 16. Jahrhundert nahm aber die Bedeutung der Krim als Fernhandelszentrum durch die überseeischen großen Entdeckungen der Europäer und die Abtrennung des osmanischen Marktes vom europäischen ab. Es blieb ein osmanischer Schwarzmeerhandel, in dem Kaufleute aller Religionen aktiv waren, und ein Handel mit Osteuropa, der meist in armenischen Händen lag. Deshalb stieg die Bedeutung des Handwerks und der Landwirtschaft (Weinbau, Gartenbau, Bergbauern) für die jüdische Minderheit, auch ihr Anteil an der Krimbevölkerung, besonders in den Handelsstädten der Südküste, war verglichen mit dem Mittelalter deutlich geringer, womöglich durch Auswanderungen oder Konversionen v. a. zum Islam. Aber auch nach dem Mittelalter ist noch jüdische Einwanderung überliefert – orientalische Kaufleute, zumeist aber osteuropäische Juden, die entweder von Nomaden gefangen und aus dem Sklavenhandel freigekauft wurden, oder Flüchtlinge vor osteuropäischen Pogromen, besonders im Chmelnyzkyj-Aufstand, später auch Wirtschaftsauswanderer vor der Verarmung Osteuropas in der Zeit expandierender Leibeigenschaft. Das krimtschakische Brauchtum (minhag Kaffa) mit Einflüssen aus verschiedenen Nachbargruppen wurde von dem aus Kiew stammenden Rabbiner Mosche ha-Gole (1458–1520) und David Lechno (gest. 1735) niedergeschrieben, Rabbi Lechno verfasste auch eine Chronik der Krimkhane.

### Russische Periode
Nach der Angliederung der Krim an Russland 1792 wurde eine zunehmende Distanz zwischen Karäern und Krimtschaken beschrieben. Karäische Gemeindeführer überzeugten hohe Beamte mehrfach, sie von antijüdischen Gesetzen auszunehmen, weil sie nicht dem üblichen Judentum angehören. Allerdings setzte die russische Verwaltung der zu besiedelnden Regionen „Neurussland“, Krim und Kaukasien auch für rabbinisch-talmudische Juden einige sonst gültige Einschränkungen regional außer Kraft, wie das Verbot von Landbesitz (aufgehoben 1861), was auch viele Aschkenasim zur bäuerlichen Ansiedlung nutzten. Pogrome, die seit den 1880er in Russland teilweise mit Förderung und Billigung regionaler Behörden wiederbelebt wurden, fanden auf der Krim nicht statt. Der relativ armen Krimtschaken-Gemeinschaft wurden einige Steuervergünstigungen eingeräumt und Gouverneur Woronzow hinterließ einige wohlwollende Beschreibungen der Krimtschaken.

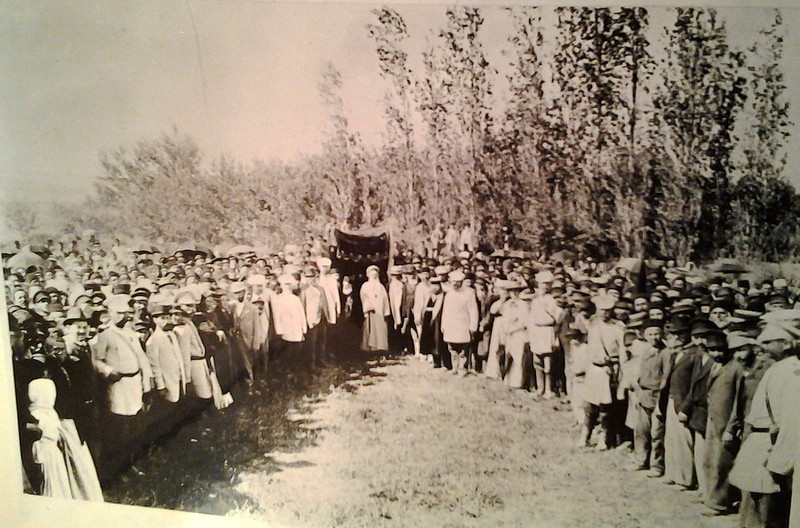
Krimtschaken im 19. Jahrhundert in ihrer Hochburg Karasubasar mit Rabbi Medini

Die Gemeinschaft lebte vorwiegend von Handwerk, auch Landwirtschaft, selten Handel. Die nach orientalischer Tradition legale Vielehe wurde Anfang des 19. Jahrhunderts abgeschafft, einige andere patriarchale Traditionen, wie junge Verheiratung von Mädchen und Verbot der Wiederverheiratung von Witwen bestanden bis Ende 19. Jahrhundert. In der Gemeinschaft der Krimtschaken hatte die jüdische Tradition der Nächstenliebe, die guten Taten und die Wohltätigkeit eine besonders zentrale Bedeutung, weshalb es in den Gemeinden und ihrer Nachbarschaft keine Bettler gab, die wie auch Witwen und Waisen von den Gemeinden versorgt wurden. Die Krimtschaken hinterließen eine reichhaltige Folklore aus Legenden, Sprichwörtern, Liedern und Rätseln, die im 19. Jahrhundert gesammelt wurde. Der wichtigste Rabbiner russischer Zeit war der oben abgebildete Chaim Medini, eigentlich aus Jerusalem, der mehrere religiöse Werke und Werke über die krimtschakischen Traditionen verfasste.

### Im 20. Jahrhundert und Holocaust

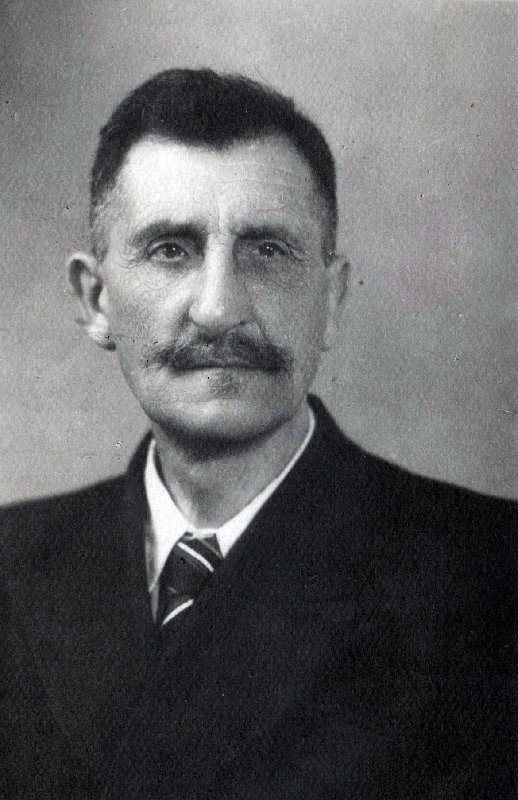
Isaak Samuilowitsch Kaya (1953)

Die frühesten krimtschakischen Schulen, die vorwiegend moderne, nicht traditionelle Fächer unterrichteten, meist noch in russischer Sprache, entstanden vergleichsweise spät, in den ersten Jahren des 20. Jahrhunderts. Deshalb waren noch wenige, jüngere Krimtschaken am Ende des Ersten Weltkrieges und russischen Bürgerkrieges mit modernen und wissenschaftlichen Ideen vertraut. In den frühen Jahren der Sowjetunion wurde die systematische Emanzipationspolitik aller ethnischen Minderheiten, die Korenisazija durchgeführt, nach der möglichst jeder in seiner Muttersprache alphabetisiert und unter Bekämpfung religiöser Traditionen in modernen Schulfächern unterrichtet werden sollte. Für diese Politik wurden die meisten Minderheitensprachen während der Latinisierung in der Sowjetunion auf die lateinische Schrift umgestellt, meistens Abwandlungen des „Neuen Turksprachigen Alphabetes“, das auch Jaꞑalif genannt wurde. Auch für die Krimtschakische Sprache wurde eine Variante des lateinischen Alphabetes eingeführt und es entstanden mehrere Grundschulen, Abendschulen und Mittelschulen mit krimtschakischer Unterrichtssprache, Kulturvereine und zwei handwerkliche Genossenschaften. Bekannteste Persönlichkeit dieser Etappe war der in Odessa arbeitende krimtschakische Sprachwissenschaftler, Historiker, Pädagoge, Ethnograf und Schriftsteller Isaak Samuilowitsch Kaya (1887–1956), der die krimtschakische Variante des Lateinalphabetes entwickelte, Schulbücher, Lehrtexte, Geschichtswerke und Romane verfasste und Volkserzählungen sammelte.

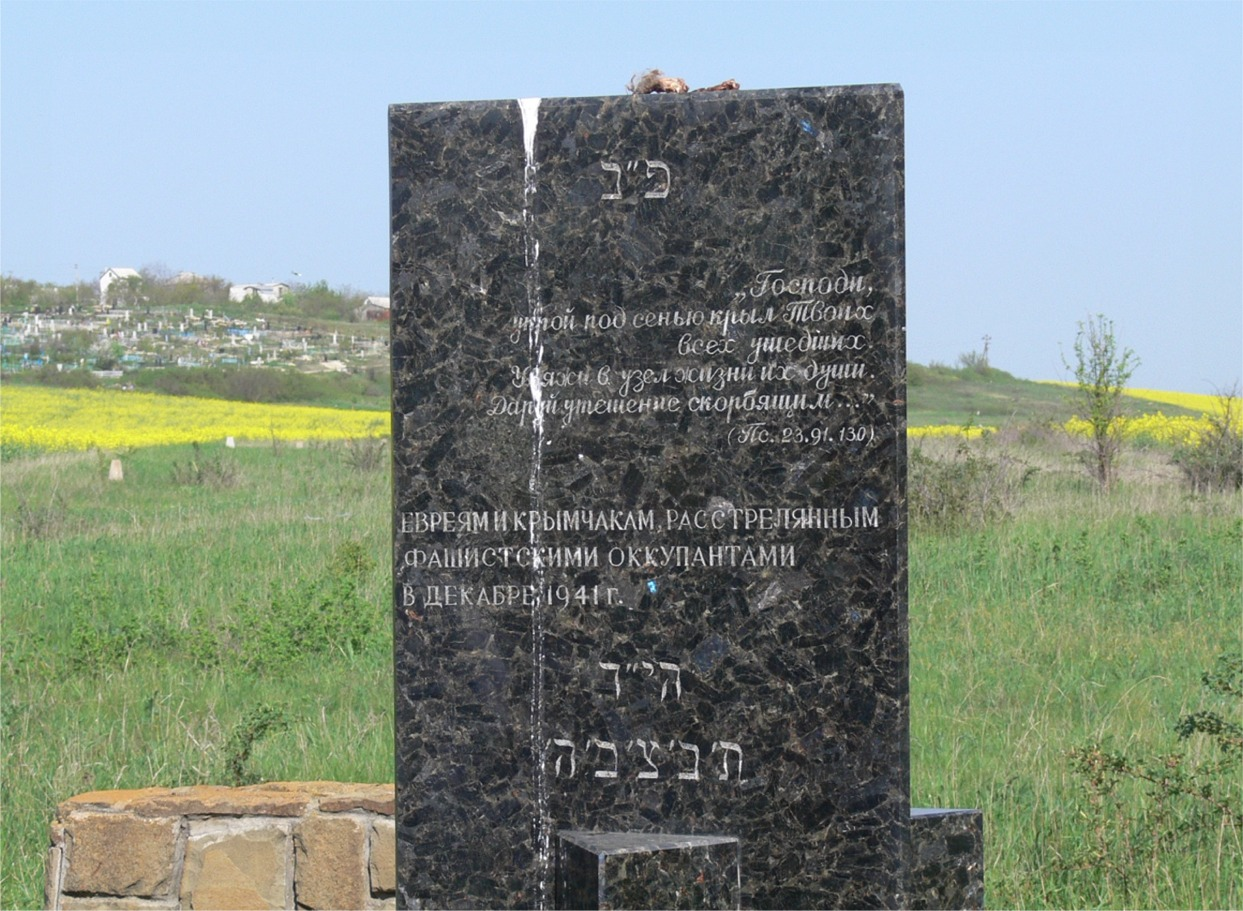
Gedenkstein für die jüdischen und krimtschakischen Opfer des Simferopol-Massakers

Diese Entwicklung wurde durch den Holocaust nahezu vollständig abgebrochen, in dem 70–80 % der Krimtschaken ermordet wurde. Gemäß einer Notiz des Kriegstagebuchführers Walter Bußmann hat der SD „bis Anfang Dez. 1941 die Krimtschaken, deren Zahl etwa 6000 beträgt, ... liquidiert“. Die wichtigsten Massaker waren das Simferopol-Massaker am 11. Dezember 1941, das Massaker von Feodossija am 5. Dezember 1941, vom 16. November bis 15. Dezember 1941 wurden 2504 Krimtschaken der Westkrim ermordet, am 1.–3. Dezember etwa 2500 Juden von Kertsch, am 18. Januar 1942 wurden etwa 2000 jüdische Bewohner von Karasubasar (Bilohirsk/Belogorsk), meistens Krimtschaken in Gaswagen ermordet. Insgesamt fielen auf der Krim etwa 40.000 Juden dem Holocaust zum Opfer, davon etwa 6000 Krimtschaken. Auch kulturelles Erbe, wie einige unveröffentlichte Manuskripte, wurden unter NS-Besatzung zerstört.

### Nachkriegszeit und Gegenwart
Nach Rückeroberung der Krim durch die Rote Armee 1944 geriet ein kleiner Teil der Überlebenden in die Ethnischen Deportationen der Krimtataren und anderer Minderheiten durch den NKWD nach Mittelasien. Als sich in den letzten beiden Lebensjahren Stalins 1951–53 die israelisch-sowjetischen Beziehungen verschlechterten und einige Angehörige der jüdischen Minderheit den „Kosmopolitenprozessen“ und der Bekämpfung der angeblichen „Ärzteverschwörung“ ausgesetzt waren, wurde die kulturell-sprachliche und schulische Förderung jüdischer Ethnien weitgehend beendet. In der Sowjetunion der Nachkriegszeit wurden jüdische Sprachen, wie Jiddisch und Krimtschakisch nicht mehr gefördert und eine Russifizierungspolitik durchgeführt, neben der schon vorher bestehenden Förderung des Atheismus. Der russisch-polnische Judaist Michail Kisilow schätzt 2007/2008, dass nur noch fünf bis sieben der weltweit unter 2000 Krimtschaken die krimtschakische Sprache vollständig beherrschten.
In der Nachkriegszeit gab es unter Krimtschaken, Karäern und Bergjuden Diskussionen, ob die eigenen Gemeinschaften auf konvertierte Einheimische zurückgehen, oder auf jüdische Zuwanderer. Beide Extrempositionen widersprechen dem historisch Bekannten. Zugewanderte und Konvertiten (Gerim, im Judentum immer möglich) spielten eine Rolle, wie bei vielen Gruppen der Diaspora. Die Diskussion hatte auch politische Dimensionen: Vertreter der „Konvertitentheorie“ wollten ihre Gemeinschaften nach dem Holocaust vor Verfolgungen zu schützen, Vertreter der „jüdischen Theorie“ identifizierten sich mit der Religion oder oppositionell mit Israel.
In der Zerfallszeit der Sowjetunion wurde auf der Krim, die seit 1954 zur Ukrainischen SSR gehörte, im Jahr 1991 die Autonome Republik Krim (außer der Umgebung von Sewastopol) als Teil der Ukraine mit weitgehenden Minderheitenrechten und Minderheitenförderung für Russen, Krimtataren, Krimarmenier, Krimgriechen, Krimbulgaren, Krimtschaken, Karäer und Juden wiederbegründet. In dieser Zeit unternahmen Krimtschaken, damals etwa 1000 Menschen auf der Halbinsel, Anstrengungen, nach jahrzehntelanger atheistischer Erziehung die krimtschakischen Traditionen (minhag Kaffa) wiederzubeleben. Die Bemühungen blieben aber unvollständig, weil ein Teil der Gemeinschaft religiös wenig interessiert war, besonders aber weil in den schweren Transformationskrisen der 1990er Jahre vier Fünftel auswanderten, meistens nach Israel, teilweise auch nach Brooklyn / New York. In Israel gibt es Tendenzen, sich der israelischen Umgebung anzupassen, in Brooklyn der amerikanischen oder jiddisch-aschkenasischen Nachbarschaft. Die jeweils etwa 200 Krimtschaken in Russland und der Zentralukraine haben wenige Verbindungen zu den Traditionen. Die Zukunft der krimtschakischen Gemeinschaft mit ihren Traditionen ist also ungewiss. Nach der Annexion der Krim durch Russland 2014 berichten Krimtschaken, problemlos integriert unter russischer Herrschaft leben zu können, einige berichten aber auch, dass die Minderheitenrechte und Minderheitenförderung unter ukrainischer Verwaltung bis 2014 besser und systematischer organisiert waren.